# Waukegan
Waukegan is een plaats (city) in de Amerikaanse staat Illinois, en valt bestuurlijk gezien onder Lake County.

## Demografie
Bij de volkstelling in 2000 werd het aantal inwoners vastgesteld op 87.901. In 2006 is het aantal inwoners door het United States Census Bureau geschat op 92.066, een stijging van 4165 (4,7%).

## Geografie
Volgens het United States Census Bureau beslaat de plaats een oppervlakte van 59,8 km², waarvan 59,6 km² land en 0,2 km² water. Waukegan ligt op ongeveer 210 m boven zeeniveau.

## Plaatsen in de nabije omgeving
De onderstaande figuur toont nabijgelegen plaatsen in een straal van 12 km rond Waukegan.

## Geboren in Waukegan
- Jack Benny (1894-1974), komiek
- Ray Bradbury (1920-2012), sciencefiction- en fantasyschrijver
- David Clennon (1943), acteur
- Conni Marie Brazelton (1955), actrice
- Billy McKinney (1955), basketballer, radiopresentator, burgemeester
- Harrison Bankhead (1955-2023), jazzmuzikant
- Marvin Smitty Smith (1961), jazzdrummer
- Malcolm Gets (1963), acteur
- Jon Michael Hill (1985), acteur